# Херделин, Эмма
Э́мма Хердели́н (швед. Emma Härdelin; род. 26 сентября 1975, Швеция) — шведская певица, музыкант. Вокалистка фолк-рок групп Garmarna и Triakel.

## Биография
Эмма Херделин родилась в семье музыкантов. Отец — Тор Херделин (швед. Thore Härdelin) — известный скрипач, играющий традиционную шведскую музыку. Эмма выросла в городах Клук (лен Емтланд) и Дельсбу (лен Евлеборг). Училась в вальдорфской школе. Обучалась шведскому традиционному пению под руководством Марии Рёйос (Maria Röjås) в Malungs Folkhögskola. В 1993 году 18 летняя Эмма вошла в состав группы Garmarna.
C 1995 года участвует в фолк-группе Triakel. Во время рождественской вечеринки в 1994 году Эмма и двое музыкантов шведской группы «Ховен Дровен» Чель-Эрик Эрикссон (швед. Kjell-Erik Eriksson) и Ян Стрёмстедт (швед. Janne Strömstedt), поспорили что могут сыграть экспромтом вместе в новом составе: вокал-скрипка-гармоника. Неожиданный успех трио был настолько ошеломляющим, что с тех пор музыканты выступают вместе в составе трио Triakel.